# Jeżyna długopręcikowa
Jeżyna długopręcikowa (Rubus praecox Bertol.) – gatunek rośliny z rodziny różowatych.

## Rozmieszczenie geograficzne
Występuje w Europie i południowo-zachodniej Azji. W Europie północna granica zasięgu biegnie przez Francję, Niemcy i Polskę. W Polsce rośnie głównie we wschodniej części Karpat, poza nimi zanotowano tylko pojedyncze jej stanowiska na Roztoczu, Śląsku i w Sudetach. W Karpatach do 2008 r. podano około 10 stanowisk: w Beskidzie Niskim między Bednarką a Wolą Cieklińską i Szymbarkiem, w Dołach Jasielsko-Sanockich, na Pogórzu Przemyskim oraz na Pogórzu Strzyżowskim.

## Morfologia

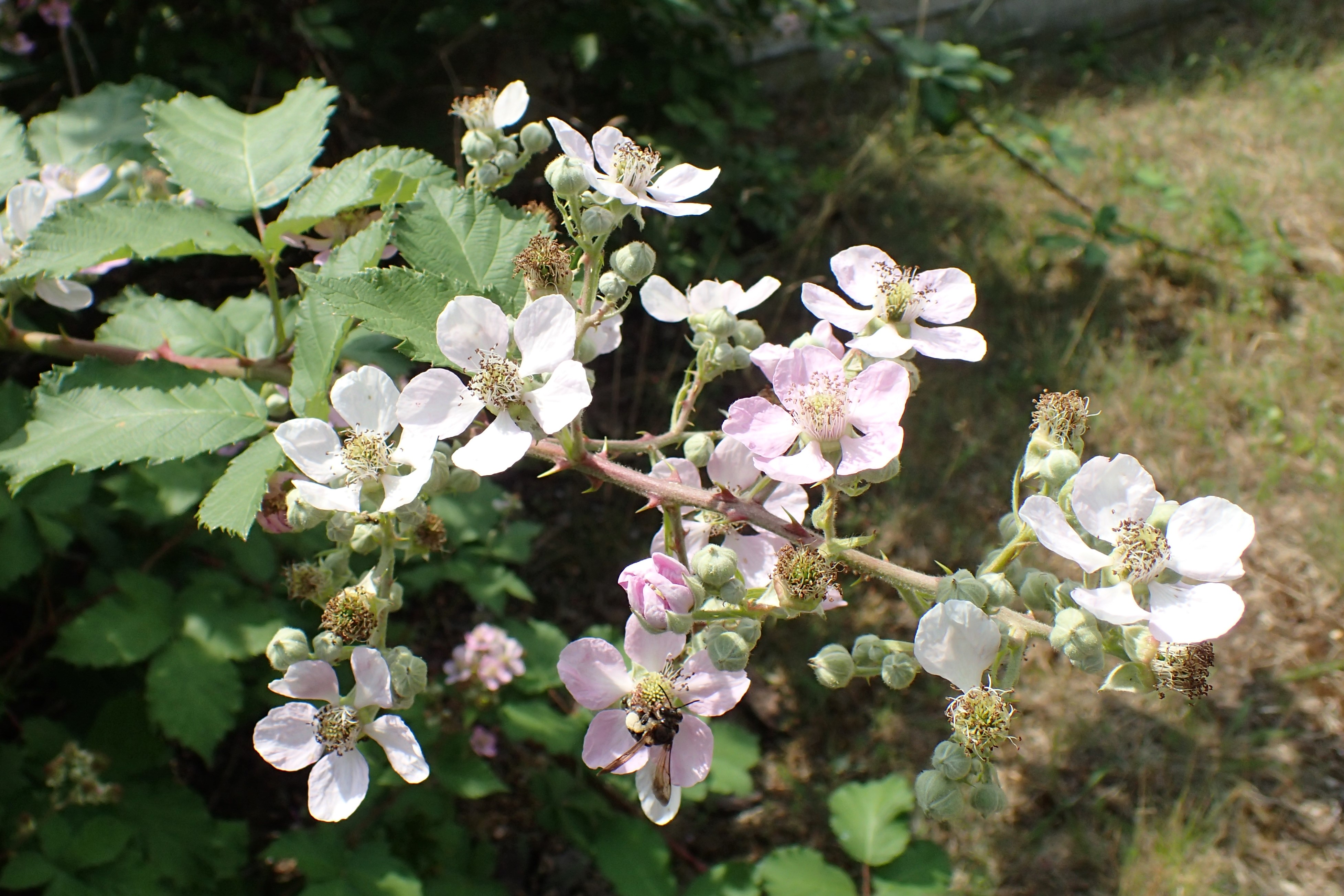
Kwiatostan

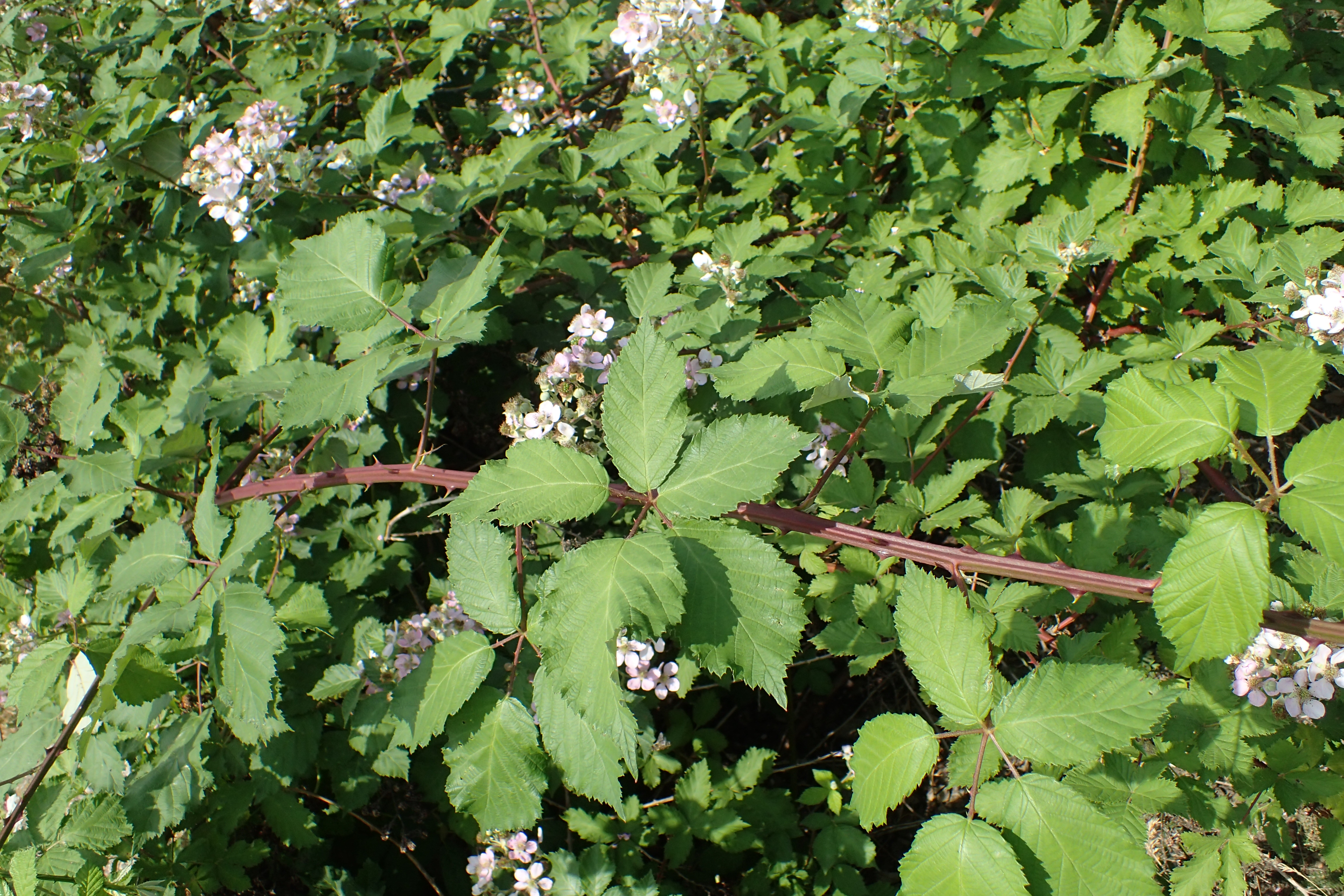
Liście i pędy

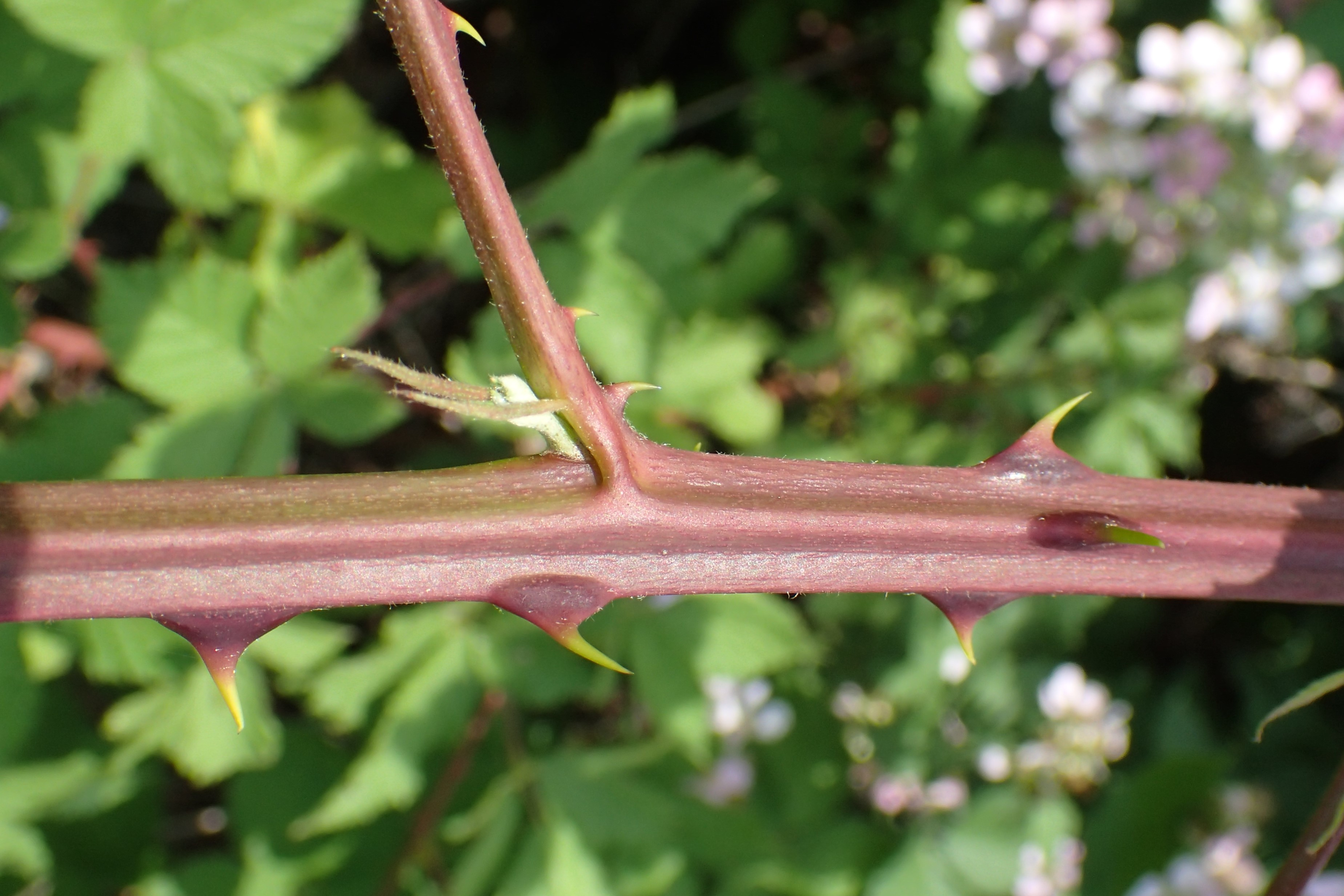
Łodyga i przylistki

PokrójKrzew o wysokości do 150 cm.
ŁodygaPędy nadziemne długie i mocne, przegięte łukowato.
Liście5- listkowe o listkach szerokich, piłkowanych, nagich wierzchem, spodem biało, filcowato owłosionych. Pręciki znacznie dłuższe od słupka.
KwiatyBiałe lub różowawe, zebrane w wiechę. Gałązki wiechy grube, kosmato owłosione.
OwocePestkowiec.

## Biologia i ekologia
Roślina dwuletnia, nanofanerofit. Rośnie na nieużytkowanych łąkach, pastwiskach, miedzach, poboczach i nasypach dróg. Kwitnie w czerwcu i lipcu. Liczba chromosomów 2n=28. Niemal na wszystkich stanowiskach tworzy duże kępy.

## Zagrożenia
W Polsce gatunek ten nie podlega ochronie. Jego zagrożenie jest trudne do określenia, nie posiadamy bowiem informacji jak rozprzestrzeniony był ten gatunek w Polsce dawniej. Najliczniejsze stanowisko znajduje się w Szymbarku, gdzie zajmuje powierzchnię ok. 3 ary, niestety zajmowany przez ten gatunek jeżyny teren został zalesiony. Wskazane byłoby ogrodzenie stanowisk zajmowanych przez ten gatunek i zaprzestanie jego wypalania.